# Twee voor twaalf Junior
Twee voor twaalf junior was een televisiequiz die in 2004 en 2005 werd uitgezonden door de Vara. De presentatie was in handen van Astrid Joosten, die ook de 'volwassen' versie van Twee voor twaalf presenteert.
In de quiz streden twee teams tegen elkaar, elk bestaande uit twee brugklassers. Zij moesten in een bepaalde tijd twaalf vragen beantwoorden. Zij hadden de mogelijkheid om, indien zij een antwoord niet wisten, dat op te zoeken in de daarvoor aanwezige encyclopedieën, atlassen en woordenboeken. De tijd die de kandidaten voor het opzoeken nodig hadden, ging ten koste van het aantal punten dat zij hadden. Iedere goed beantwoorde vraag leverde een letter op die een woord hielp vormen. Twee minuten voor het einde van de tijd moesten de kandidaten letters kopen, wat hen punten kostte. De letters verschenen op de juiste plaats van het woord. Het was de bedoeling het woord te raden met zo min mogelijk letters, zodat het team een hoge puntenscore haalde. Als beide teams het spel gespeeld hadden, won het team met de hoogste score.
De vragen die aan bod kwamen, varieerden nogal. Het konden actuele vragen zijn, maar het konden ook rekensommen, clips of 'schoolvragen' zijn. Bij die laatste moesten de kandidaten bijvoorbeeld Franse of Engelse woorden vertalen, talen die zij dan meestal net op de middelbare school kregen.